# Kathedrale von Rochester

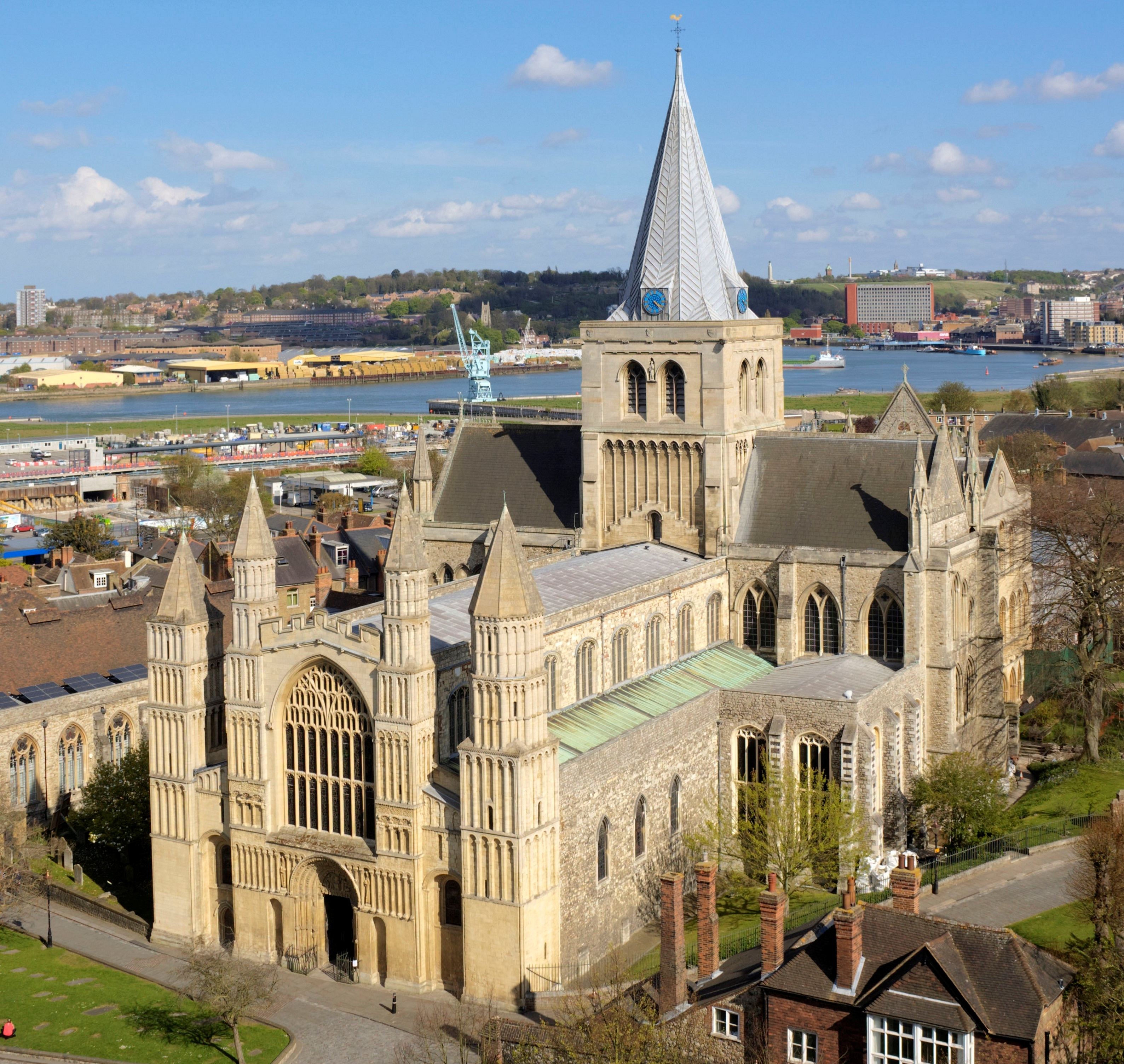
Kathedrale von Rochester, Südwestansicht

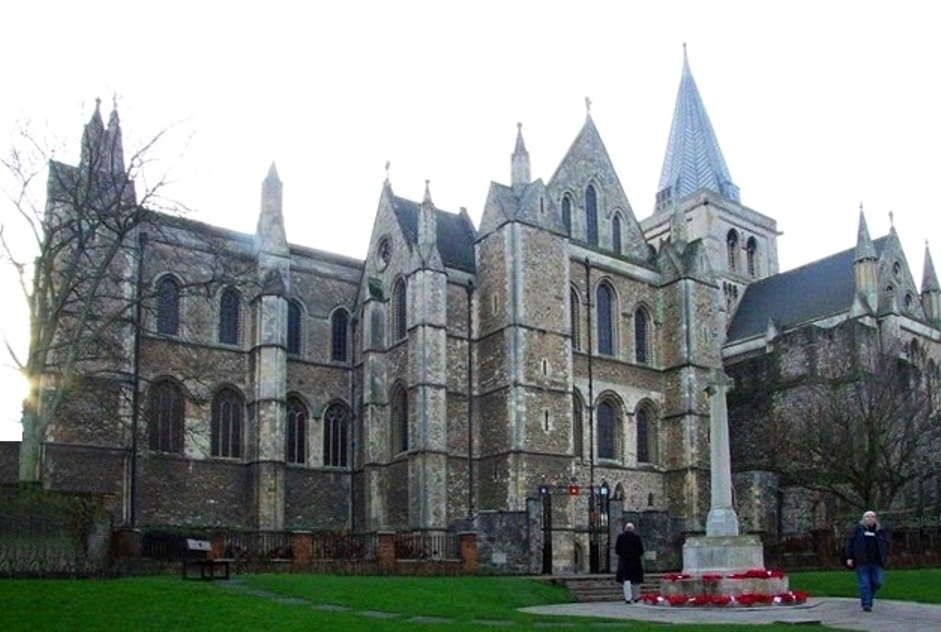
Gotischer Ostbau, Nordseite

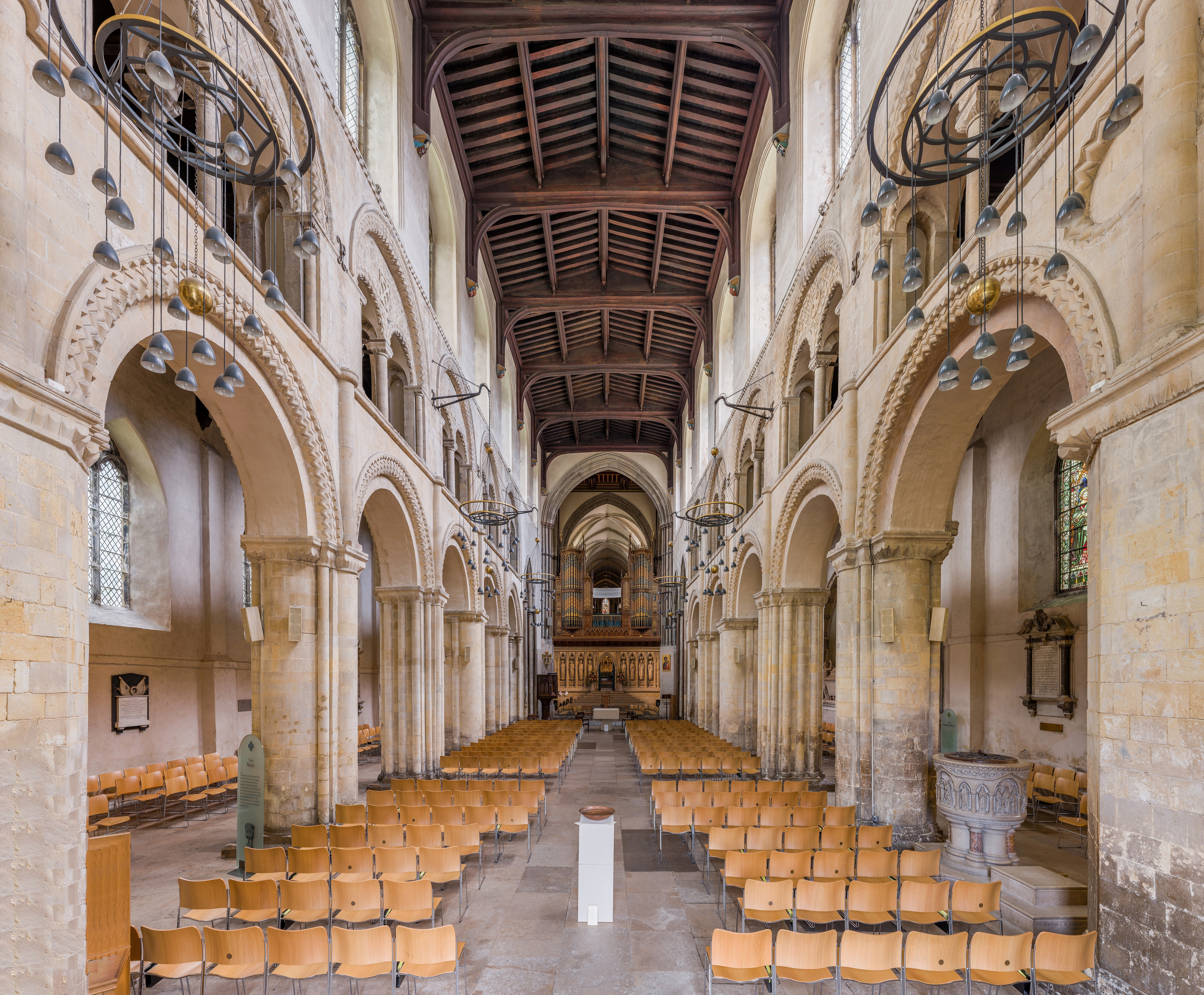
Inneres nach Osten

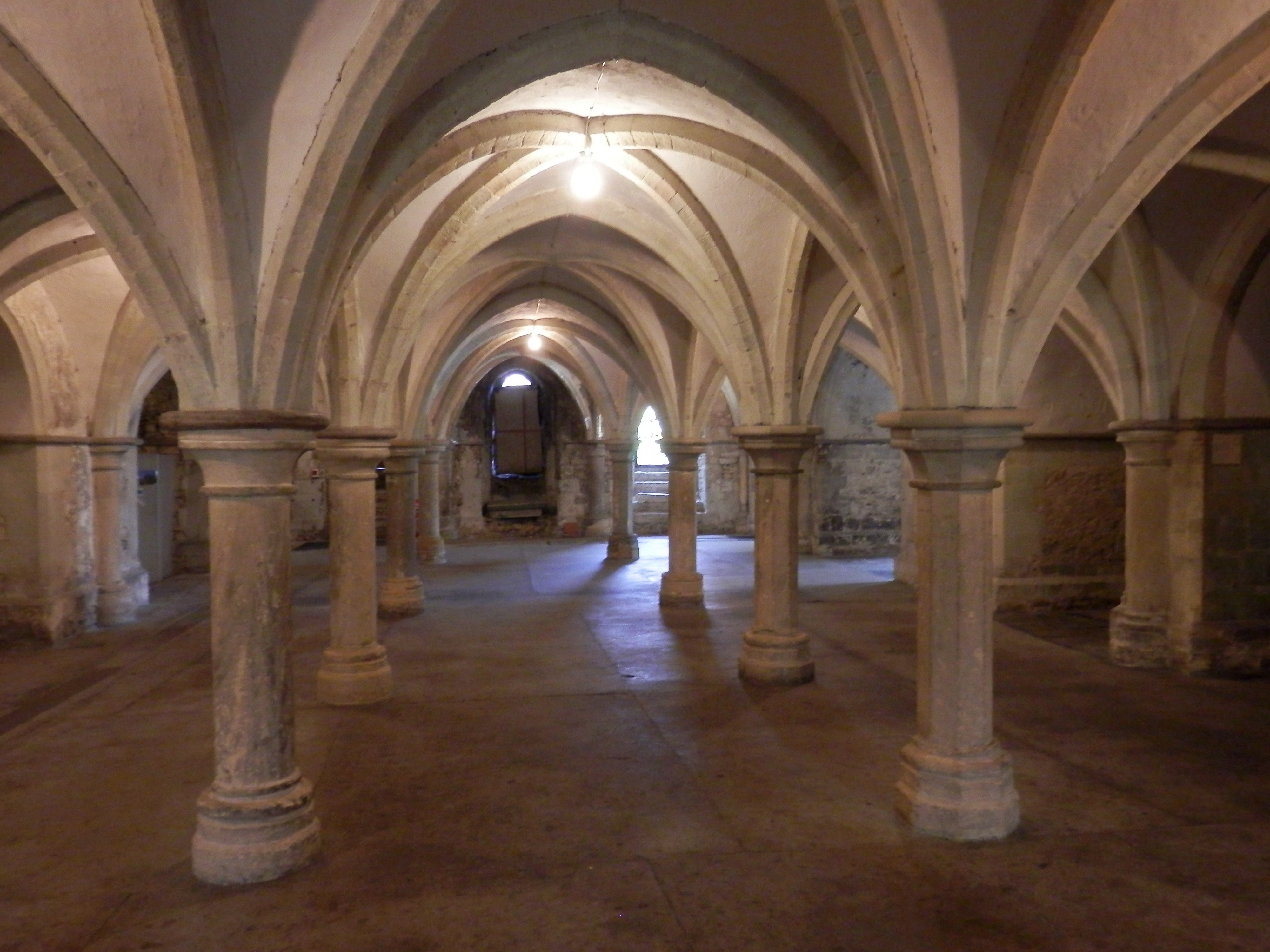
Krypta

Die Kathedrale von Rochester, offiziell Cathedral Church of Christ and the Blessed Virgin Mary (deutsch: Kathedrale von Christus und der Seligen Jungfrau Maria), ist die Bischofskirche der anglikanischen Diözese Rochester in Rochester, Kent. Im Jahr 604 gegründet, ist sie nach der Kathedrale von Canterbury die zweitälteste Kathedrale Englands. Der heutige Bau ist, trotz späterer Überformungen, in wesentlichen Teilen normannisch.

## Geschichte, Architektur und Ausstattung
Gründer der Kathedrale – mit dem ursprünglichen Patrozinium St. Andreas – und erster Bischof war Justus, einer der Missionare, die von Papst Gregor I. auf Bitten Augustinus’ von Canterbury im Jahr 601 nach England gesandt wurden. Die Ausstattung mit Grundbesitz stiftete König Ethelbert von Kent.
Nach der normannischen Eroberung Englands 1066 veranlasste der erste normannische Bischof Gundulf, ein Benediktiner aus der Abtei Le Bec, die Errichtung eines Benediktinerklosters bei der Kathedrale und den Neubau der Kathedrale selbst ab 1083. Die Weihe erfolgte 1130 im Beisein König Heinrichs I. Von diesem Bau sind das Langhaus und die Westfassade sowie Teile der Krypta erhalten.
1137 beschädigte ein Brand die Holzdecke des Langhauses und zerstörte den Chor. 1180 begannen die Wiederherstellungsarbeiten mit dem Bau des gotischen Chors, der das Langhaus an Größe übertrifft. Die Arbeiten erlitten Rückschläge im Ersten und Zweiten Krieg der Barone.
Die Verehrung Williams von Perth, der laut Ortstradition 1201 als Jerusalempilger bei Rochester von seinem Ziehsohn erschlagen wurde und den Papst Alexander IV. 1256 heiligsprach, brachte der Kathedrale Ablassprivilegien und große Geldopfer der Wallfahrer ein, die die Behebung der Kriegsschäden und die Fortsetzung des gotischen Bauprojekts ermöglichten. Der neue Chor wurde 1227 geweiht, in den folgenden Jahrzehnten entstanden das nördliche und das südliche Querschiff. Bischof Hamo Hythe ließ sie einwölben und den mächtigen Vierungsturm errichten. Hundert Jahre später entstanden der heutige Obergaden des Langhauses und das westliche Fassadenfenster.
Mit der englischen Reformation wurde das Benediktinerkloster St. Andreas aufgelöst. Die Kathedrale erhielt ein neues, protestantisches Domkapitel sowie ihr heutiges Patrozinium.
Der Englische Bürgerkrieg hatte 1642 neue Schäden und Wiederherstellungsarbeiten zur Folge. Tiefgreifende Restaurierungsarbeiten erfolgten 1825 und 1872. Ein umfangreicher Zyklus von historistischen Bildfenstern entstand um die Wende zum 20. Jahrhundert. Auch der Skulpturenschmuck stammt größtenteils aus dieser Zeit. 1904 wurde der Vierungsturm erneuert.
Zum 1.400-jährigen Gründungsjubiläum der Kathedrale 2004 schuf der russische Künstler Sergej Fjodorow (* 1969) ein großes Wandfresko in ikonenähnlichem Stil, das die Taufe Jesu im Jordan und die Taufe Ethelberts von Kent durch Augustinus von Canterbury im Jahr 597 darstellt.